# Eodorcadion oreadis
Eodorcadion oreadis es una especie de escarabajo longicornio perteneciente al género Eodorcadion, categorizada en la tribu Dorcadionini, de la subfamilia Lamiinae. Fue descrita por Reitter en 1897.
El período de actividad en los ejemplares adultos se presenta en los meses de junio, julio y agosto.

## Descripción
Mide 13-21 mm de longitud.

## Distribución
Se distribuye por Asia: en China.